# Сторо
Сто̀ро (на италиански: Storo, на местен диалект: Stòr, Стор) е малко градче и община в Северна Италия, автономна провинция Тренто, автономен регион Трентино-Южен Тирол. Разположено е на 409 m надморска височина. Населението на общината е 4717 души (към 2014 г.).